# Launy Grøndahl
Launy Grøndahl (30 de junio de 1886-21 de enero de 1960) fue un compositor y director de orquesta danés. Grøndahl estudió violín desde los ocho años. Su primer trabajo como músico profesional fue como violinista en la Orquesta del Teatro Casino en Copenhague, de trece años de edad.
Fue también durante un largo período (1925-1956) director residente de la Orquesta Sinfónica Nacional de Dinamarca, la más prestigiosa del país.

## Obras notables
Algunos de sus primeras obras incluyen una sinfonía, obras para pequeños conjuntos de cuerdas y un concierto para violín.
Es más conocido por su Concierto para trombón, compuesto en 1924, durante su estancia en Italia. Fue supuestamente compuesto para la sección de trombones de la Orquesta del Teatro Casino en Copenhague debido a su alto nivel.
También es recordado por sus grabaciones pioneras de las sinfonías del también danés Carl Nielsen y su partitura original del clásico del cine mudo Häxan de Benjamin Christensen.